# Merrill B. Twining
Pour les articles homonymes, voir Twining.
Le général Merrill Barber Twining (28 novembre 1902 - 11 mai 1996) est un général du Corps des Marines des États-Unis qui a reçu une "promotion de pierre tombale" ("tombstone promotion") au grade de général quatre étoiles lors de son départ à la retraite. Il est le frère du général Nathan Farragut Twining, de l'armée de l'air américaine (US Air Force), et le neveu du contre-amiral Nathan Crook Twining de la marine américaine (US Navy),.

## Biographie
Twining est né le 28 novembre 1902 à Monroe, dans le Wisconsin, et a été nommé sous-lieutenant (second lieutenant) des Marines à sa sortie de l'Académie navale des États-Unis en 1923. Au cours des deux années suivantes, il a suivi l'école de base des officiers des Marines, a servi à Quantico, a participé à des manœuvres dans les Caraïbes avec le 10e régiment de Marines (10th Marine Regiment) et a été stationné à la caserne des Marines de Pensacola, en Floride.
En novembre 1925, Twining est affecté à la caserne des Marines de Pearl Harbor. Après six mois à Hawaï, il s'embarque pour la Chine, en passant par les îles Philippines. En Chine, il sert dans les 4e et 12e régiment de Marines à Shanghai, Taku, Hsin Ho, Tientsin et Pékin. Il rentre aux États-Unis en août 1928. Il est promu premier lieutenant (first lieutenant) en décembre 1928, alors qu'il est commandant de la caserne des Marines à la Pacific Coast Torpedo Station, à Keyport, dans l'État de Washington. Il est ensuite brièvement rédacteur en chef et éditeur du Leatherneck Magazine à Washington D.C..
En septembre 1929, le lieutenant Twining est affecté au bureau du juge-avocat général de la marine, où il obtient une licence en droit de l'Université George-Washington en 1932. En novembre 1932, il est de nouveau affecté à la caserne des Marines à Pearl Harbor, où il reste jusqu'en janvier 1935. En mars 1935, alors qu'il est rattaché à la caserne des Marines de la base aéronavale de Sunnyvale, en Californie, il obtient l'insigne d'or du Distinguished Pistol Shot lors des matchs de carabine et de pistolet de la division occidentale à San Diego, en Californie. Il est promu capitaine en mai 1935.
De juillet 1935 à août 1936, le capitaine Twining est élève à l'école d'infanterie de l'armée, à Fort Benning, en Géorgie. L'année suivante, il sert à Philadelphie en tant qu'instructeur à l'école de base des officiers de marine. En juin 1937, il s'installe à Quantico, où il sert en tant que commandant de compagnie au sein du 5e régiment de Marines (5th Marine Regiment) et, deux ans plus tard, devient instructeur à l'école du corps des Marines. Il participe également aux manœuvres des Caraïbes en 1938 et 1939. Il est promu major en juillet 1939.
En novembre 1941, le major Twining rejoint la 1re division de Marines (1st Marine Division) à Camp Lejeune, en Caroline du Nord. Il est promu lieutenant-colonel en janvier 1942 et rejoint la division dans le Pacifique en mai 1942. Il obtient sa première Legion of Merit (Légion du mérite) avec Combat "V" pour service méritoire du 25 juin au 10 décembre 1942 en tant qu'officier adjoint des opérations de la division, puis chef d'état-major adjoint, G-3. À ce titre, il a contribué à la préparation et à l'exécution des plans de la campagne de Guadalcanal.

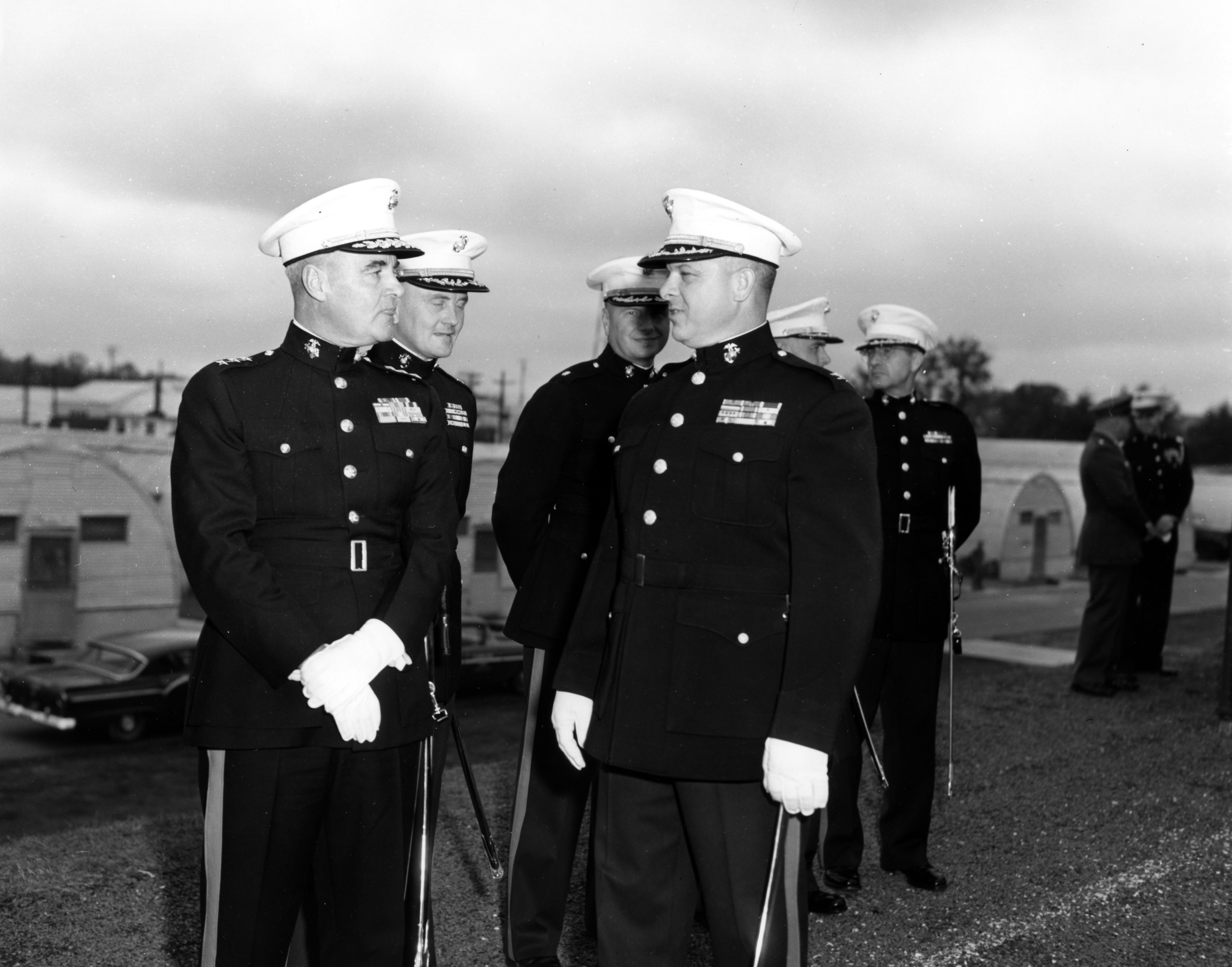
Le lieutenant-général Merrill B. Twining (à gauche), commandant des écoles du corps des Marines, et le colonel Lowell E. English, commandant de l'école élémentaire, discutent du récent défilé auquel ils ont assisté à l'école élémentaire.

Pendant la phase de planification, le lieutenant-colonel Twining et le major William B. McKean ont survolé l'île, alors tenue par les Japonais, le 17 juillet 1942, pour la première observation de Guadalcanal par les Marines américains pendant la Seconde Guerre mondiale. Après la campagne de Guadalcanal, il a été chef d'état-major adjoint, G-3, du Ier corps amphibie des Marines (I Marine Amphibious Corps), alors commandé par le général Alexander A. Vandegrift.
De retour aux États-Unis en novembre 1943, le lieutenant-colonel Twining reste jusqu'en 1947 aux Marine Corps Schools, à Quantico, où il occupe successivement les fonctions de chef des opérations et de l'entraînement, d'officier exécutif et de membre du personnel administratif des écoles. Il est promu colonel en février 1945.
En août 1947, le colonel Twining se présente à Pearl Harbor en tant que chef d'état-major de la Force des Marines de la Flotte du Pacifique(United States Marine Corps Forces, Pacific) . Au mois de juin suivant, il est nommé officier de la Flotte des Marines au sein de l'état-major du commandant en chef de la Flotte du Pacifique (Pacific Fleet). Il occupe cette fonction jusqu'en juillet 1949, date à laquelle il retourne aux écoles du corps des Marines en tant que membre résident principal du Conseil du corps des Marines.
En août 1950, il est affecté à Camp Pendleton et le mois suivant, il est promu brigadier general (général de brigade). Il y occupe le poste de commandant général du Marine Corps Training and Replacement Command jusqu'en novembre 1951, puis celui de commandant des troupes de la Fleet Marine Force et de commandant général de la 3e division de Marines (3rd Marine Division).
Après avoir quitté Camp Pendleton, Twining a rejoint la 1re division de Marines en Corée en mars 1952. Pour ses services exceptionnels en tant que commandant adjoint de la division de mars à mai 1952, il a reçu une Gold Star à la place de sa deuxième Légion du mérite avec Combat "V". Il est rentré aux États-Unis en juin et a ensuite servi au bureau du commandant du corps des Marines. Il est promu major général en septembre 1952. En janvier 1954, il est nommé chef d'état-major adjoint au quartier général du corps des Marines.
Le général Twining retourne en Corée en janvier 1955 en tant que commandant de la 1re division de Marines. En mars de la même année, il accompagne la division à Camp Pendleton, où il sert jusqu'en août 1956. En septembre 1956, il est promu lieutenant général et assume les fonctions de commandant des écoles du corps des Marines à Quantico, le vingt-cinquième officier des Marines à diriger les écoles. Il occupe cette fonction jusqu'à sa retraite. Il a quitté le service actif du corps des Marines le 31 octobre 1959 et est décédé le 11 mai 1996 à Fallbrook, en Californie.

## Récompenses et décorations
| V · Gold star · Bronze star |  |  |                           |
|                             |  |  | Bronze star · Bronze star |
|                             |  |  | Silver star               |
|                             |  |  |                           |

| 1er rang | Legion of Merit avec étoile d'Or et Combat "V" | Legion of Merit avec étoile d'Or et Combat "V" | Legion of Merit avec étoile d'Or et Combat "V" | Legion of Merit avec étoile d'Or et Combat "V" | Legion of Merit avec étoile d'Or et Combat "V" | Navy Commendation Medal           | Navy Commendation Medal           | Navy Commendation Medal           | Navy Commendation Medal        | Navy Commendation Medal        | Navy Commendation Medal        | Navy Presidential Unit Citation avec une étoile | Navy Presidential Unit Citation avec une étoile       | Navy Presidential Unit Citation avec une étoile       | Navy Presidential Unit Citation avec une étoile       | Navy Presidential Unit Citation avec une étoile       |
| 2e rang  | Marine Corps Expeditionary Medal               | Marine Corps Expeditionary Medal               | Marine Corps Expeditionary Medal               | Marine Corps Expeditionary Medal               | Yangtze Service Medal                          | Yangtze Service Medal             | Yangtze Service Medal             | Yangtze Service Medal             | American Defense Service Medal | American Defense Service Medal | American Defense Service Medal | American Defense Service Medal                  | Asiatic-Pacific Campaign Medal avec 2 service stars   | Asiatic-Pacific Campaign Medal avec 2 service stars   | Asiatic-Pacific Campaign Medal avec 2 service stars   | Asiatic-Pacific Campaign Medal avec 2 service stars   |
| 3e rang  | American Campaign Medal                        | American Campaign Medal                        | American Campaign Medal                        | American Campaign Medal                        | World War II Victory Medal                     | World War II Victory Medal        | World War II Victory Medal        | World War II Victory Medal        | National Defense Service Medal | National Defense Service Medal | National Defense Service Medal | National Defense Service Medal                  | Korean Service Medal avec étoile de service en argent | Korean Service Medal avec étoile de service en argent | Korean Service Medal avec étoile de service en argent | Korean Service Medal avec étoile de service en argent |
| 4e rang  | Ordre d'Orange-Nassau avec épées croisées      | Ordre d'Orange-Nassau avec épées croisées      | Ordre d'Orange-Nassau avec épées croisées      | Ordre d'Orange-Nassau avec épées croisées      | Korean Presidential Unit Citation              | Korean Presidential Unit Citation | Korean Presidential Unit Citation | Korean Presidential Unit Citation | United Nations Korea Medal     | United Nations Korea Medal     | United Nations Korea Medal     | United Nations Korea Medal                      | The George Medal                                      | The George Medal                                      | The George Medal                                      | The George Medal                                      |

Le général Twining a également reçu la médaille commémorative du Faciat Georgius pour son service à Guadalcanal.

## Livres écrits par l'auteur
- Merrill B. Twining, No Bended Knee: The Battle for Guadalcanal, Novato, CA, USA, Presidio Press, 1996 (ISBN 0-89141-826-1)

## Source
- (en) Cet article est partiellement ou en totalité issu de l’article de Wikipédia en anglais intitulé « Merrill B. Twining » (voir la liste des auteurs).